# Bean Settlement (Virginia Occidental)
Bean Settlement es un área no incorporada ubicada dentro del Distrito Capón, una división civil menor del condado de Hardy, Virginia Occidental, Estados Unidos. Está catalogada como un asentamiento humano por la Junta de Nombres Geográficos de los Estados Unidos.
El número de identificación (ID) asignado por el Servicio Geológico de Estados Unidos es 1553816.

## Geografía
Se encuentra a una altitud de 639 m s. n. m. (2096 pies) según el conjunto de datos de elevación nacional.